# Nisan
Nisan ("axmånad", tidigare kallad Abib, ibland kallad  Nissan), är den första månaden i året enligt judarnas tideräkning sedan uttåget ur Egypten (Andra Mosebok 12:2) motsvarar ungefär april. Före den babyloniska fångenskapen namngav israeliterna månaderna från årets början genom att ge månaderna ordningsnummer. Under exilen i Babylon började månaderna ges namn efter den bland babylonierna rådande seden, så att året kom att börja med Nisan, det babyloniska namnet på Abib. Ett av de tidigaste exemplen på användning av den babyloniska namngivningen av den första månaden i den judiska kalendern är berättelsen om när Nehemja enligt Gamla testamentet reste till Jerusalem för att återuppbygga Jerusalems tempel ca 445 f.Kr.